# Салліван (Іллінойс)
Салліван (англ. Sullivan) — місто (англ. city) в США, в окрузі Мултрі штату Іллінойс. Населення — 4413 особи (2020).

## Географія
Салліван розташований за координатами 39°35′44″ пн. ш. 88°36′28″ зх. д. / 39.59556° пн. ш. 88.60778° зх. д. (39.595598, -88.607870).  За даними Бюро перепису населення США в 2010 році місто мало площу 6,93 км², з яких 6,92 км² — суходіл та 0,01 км² — водойми.

## Демографія
Згідно з переписом 2010 року, у місті мешкало 4440 осіб у 1903 домогосподарствах у складі 1152 родин. Густота населення становила 641 особа/км².  Було 2089 помешкань (301/км²).
Расовий склад населення:
| - 98,4 % — білих - 0,4 % — чорних або афроамериканців - 0,2 % — корінних американців - 0,2 % — азіатів |

До двох чи більше рас належало 0,6 %. Частка іспаномовних становила 1,0 % від усіх жителів.
За віковим діапазоном населення розподілялося таким чином: 22,3 % — особи молодші 18 років, 57,1 % — особи у віці 18—64 років, 20,6 % — особи у віці 65 років та старші. Медіана віку мешканця становила 41,2 року. На 100 осіб жіночої статі у місті припадало 88,6 чоловіків;  на 100 жінок у віці від 18 років та старших — 83,9 чоловіків також старших 18 років.
Середній дохід на одне домашнє господарство  становив 53 445 доларів США (медіана — 38 351), а середній дохід на одну сім'ю — 53 979 доларів (медіана — 41 925). Медіана доходів становила 41 300 доларів для чоловіків та 24 512 долари для жінок. За межею бідності перебувало 20,1 % осіб, у тому числі 38,7 % дітей у віці до 18 років та 5,3 % осіб у віці 65 років та старших.
Цивільне працевлаштоване населення становило 2088 осіб. Основні галузі зайнятості: освіта, охорона здоров'я та соціальна допомога — 28,7 %, виробництво — 26,2 %, роздрібна торгівля — 16,5 %.